# 喬治·艾哲遜
小喬治·艾哲遜（英語：George Atcheson, Jr.，1896年10月20日—1947年8月17日），又譯艾其森，艾哲生，美國職業外交官，中國通。曾任美國駐華代辦，駐日盟軍總司令政治顧問等職。於第二次世界大戰中，艾哲遜曾建議美國政府提供國民黨及中共雙方武器及裝備的方式來調解雙方矛盾，但未受採納。

## 生平

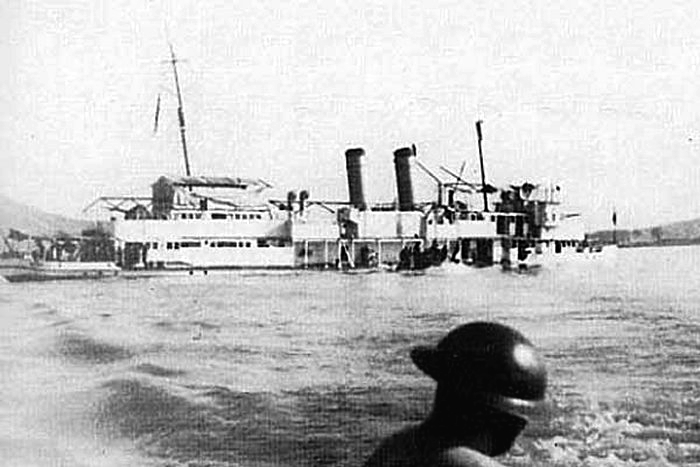
1937年12月12日帕奈號在南京被日軍擊沉

喬治·艾哲遜出生在美國科羅拉多州丹佛。1919年從柏克萊加州大學畢業後當過記者，1920年在北京的美國駐華大使館擔任翻譯。1924年至1939年在中國擔任外交官，歷任長沙、天津副領事，天津、福州領事等職。1926-1927年間在加拿大安大略省北灣擔任副領事。
1934-1939年間擔任在南京的美國駐華大使館（1935年升格前為美國駐南京公使館）二等秘書。南京保衛戰期間，艾哲遜留下協助美國僑民，直到1937年12月11日隨美國「帕奈號」撤離南京，懸掛大幅美國國旗的帕奈號卻於12月12日被日軍擊沉。艾哲遜獲救後被送往上海，1938年3月11日返回南京。
1941年擔任美國國務院遠東事務的首席助理，1942年擔任重慶的美國大使館美國駐華代辦。
艾哲遜支持美國與中共合作抗日。艾哲遜建議美國政府，以供應中共及國民黨武器及裝備的手段，鼓勵這兩方和解，獲取在戰爭中各方力量的合作，並避免把中國共產黨送入俄羅斯的懷抱。
1942年，美國戰略情報局特工伊利亞·托爾斯泰中校與布魯克·多蘭二世中尉作為羅斯福總統特使從印度到西藏，12月12日到達拉薩，之後托爾斯泰提出送給噶廈一部無線電台。艾哲遜對此表示反對，他指出中國在1941年11月就要求美國提供無線電台，而至今沒有收到，先給西藏會觸怒中國。而且中國政府宣稱對西藏擁有宗主權，因此中國政府很可能不歡迎不受中國實際控制的無線電台進入西藏。儘管艾哲遜反對，1943年下半年，三部可移動式無線電台還是運到拉薩，送給了噶廈政府。
1943年9月4日艾哲遜電告國務卿赫爾利，轉述剛從延安回來的瑞典人 Gustav Soderbom 的見聞：「在山西共產黨地區種植鴉片所得之金錢，用以墊支共產黨的歲收，維持共產黨發行的貨幣，和購日本佔領區的商品……大部分鴉片似乎是在敵人控制的區域內出售或易貨」
1943年9月15日，艾哲遜電告赫爾利：義大利投降後，中國認為可坐待美、英擊敗日本。1945年2月28日，艾哲遜和謝偉思等外交官員向羅斯福總統提出一份報告，建議羅斯福通知蔣介石，聲言美國基於對日軍事上的需要，要與中共合作並提供援助。如果蔣介石拒不採取政治和軍事改革，就對他採取「像邱吉爾對南斯拉夫問題採用過的政策。」美國駐中華民國大使赫爾利聞知此事後遊說羅斯福，羅斯福決定非經蔣介石同意，美國不能援助中國共產黨。赫爾利在1945年11月27日宣布辭職的新聞稿中指控，國務院的中國通們告訴中共，他的主張並非美國政策，以阻撓他調解國民黨和共產黨之間的矛盾，而艾哲遜就是其中一員。
二次大戰結束後，美國國務院於1945年9月7日任命他為駐日盟軍總司令道格拉斯·麥克阿瑟將軍的政治顧問。1945年10月4日麥克阿瑟與曾任日本首相的近衞文麿見面後，近衞文麿8日約見艾哲遜，徵詢他對修改日本憲法的建議，艾哲遜以私人身份指出舊憲法幾個要改進的問題：日本國會權力有限，內閣並不對它負責；憲法缺乏對基本人權的保障等。雖然艾哲遜支持近衞文麿修憲的努力，由於此事在日本與國外廣遭反對，盟軍總司令於11月1日宣布，修憲一事不是由近衞文麿進行。11月之後，麥克阿瑟下令修憲之事完全由盟軍總司令處理，不讓國務院插手。1946年4月18日，他被任命為駐日盟軍總司令新成立的外交科科長。4月22日起，他在對日理事會代表麥克阿瑟將軍。

1947年8月17日B-17轟炸機失事地點

1947年8月17日，他搭乘B-17轟炸機從日本回美開會途中，因為飛機在夏威夷海面迫降失事而死亡。

## 家庭
艾哲遜1921年認識來中國旅遊的 Mariquita de Laguna。1922年6月28日結婚。兒子 George Atcheson 於1923年4月16日在北京出生。

## 外部連結
- 柏克萊加州大學艾奇遜檔案（页面存档备份，存于）